# Tinkoff Credit Systems/2008
Deze pagina geeft een overzicht van de wielerploeg Tinkoff Credit Systems in 2008.
| Naam                  | Geboortedatum | Nationaliteit | Ploeg 2007                                  |
| --------------------- | ------------- | ------------- | ------------------------------------------- |
| Pavel Broett          | 29-01-1982    | Rusland       |                                             |
| Ilja Tsjernetski      | 17-01-1984    | Rusland       |                                             |
| Daniele Contrini      | 15-08-1974    | Italië        |                                             |
| Nikita Jeskov         | 23-01-1983    | Rusland       | Belofte                                     |
| Alexander Gottfried   | 05-07-1985    | Duitsland     | Team Sparkasse                              |
| Michail Ignatiev      | 07-05-1985    | Rusland       |                                             |
| Aleksandr Chatoentsev | 11-02-1985    | Rusland       | Unibet.com                                  |
| Vasil Kiryjenka       | 28-06-1981    | Wit-Rusland   |                                             |
| Sergej Klimov         | 07-07-1980    | Rusland       |                                             |
| Alberto Loddo         | 05-01-1979    | Italië        | Serramenti PVC Diquigiovanni - Selle Italia |
| Luca Mazzanti         | 04-02-1974    | Italië        | Ceramiche Panaria - Navigare                |
| Walter Pedraza        | 27-11-1981    | Colombia      | Serramenti PVC Diquigiovanni - Selle Italia |
| Jevgeni Petrov        | 25-05-1978    | Rusland       |                                             |
| Bernardo Riccio       | 21-03-1985    | Italië        | Belofte                                     |
| Ivan Rovny            | 30-09-1987    | Rusland       |                                             |
| Aleksandr Serov       | 12-11-1982    | Rusland       |                                             |
| Ricardo Serrano       | 04-08-1978    | Spanje        |                                             |
| Yauheni Sobal         | 07-04-1981    | Wit-Rusland   | Cinelli - Endeka - OPD                      |
| Nikolaj Troesov       | 07-02-1985    | Rusland       |                                             |

2006 · 2007 · 2008 · 2009 · 2010 · 2011 · 2012 · 2013 · 2014 · 2015 · 2016 · 2017 · 2018 · 2019